# Cutia nipalensis
Cutia nipalensis е вид птица от семейство Leiothrichidae.

## Разпространение
Видът е разпространен в Бутан, Китай, Индия, Малайзия, Мианмар, Непал и Тайланд.